# Goswin von Raesfeld
Goswin von Raesfeld († 16. Dezember 1586 in Münster) war Dompropst im Domkapitel Münster.

## Leben

### Herkunft und Familie
Goswin von Raesfeld entstammte der westfälischen Adelsfamilie von Raesfeld, aus der zahlreiche namhafte Persönlichkeiten hervorgegangen sind und dem katholischen Glauben angehörten. Er war der Sohn des Adolf von Raesfeld zu Ostendorf und dessen Gemahlin  Ermgard vom Schencking zu Bevern. Er hatte einen Bruder und drei Schwestern.
Mit seiner Konkubine Gaspara von Wüllen zu Ravenhorst hatte er zwei Söhne und sieben Töchter, die allesamt am Erbe beteiligt waren.

### Werdegang
Goswin erhielt im Jahre 1555 eine Dompräbende in Münster. In Bologna studierte er Rechte und erhielt am 6. Dezember 1556 das Abgangszeugnis der Universität.
Als Nachfolger des Dietrich von der Recke übernahm er am 24. August 1569 das Archidiakonat Stadtlohn. Zusammen mit Konrad von Westerholt und Hermann von Diepenbrock (Domscholaster) wurde er am 22. Juni 1574 zur Regierung des Stifts Münster abgeordnet.
Seinen Eid als Dompropst leistete er am 11. März 1575. Kurze Zeit später, am 25. Juli, wurde er vom Domkapitel in seinem Amt bestätigt. Goswin hatte sein Amt nur mit großen Bedenken angetreten, weil die Einkünfte aus der Dompropstei wohl nicht reichlich bemessen waren. So wurde ihr das Große Weißamt angegliedert. Als Gegenleistung musste er die Einhaltung der Residenzpflicht versprechen, denn er war auch Propst in Beckum. Goswin gehörte zur Partei des Domkapitels, die protestantisch gesinnt war. Am 12. August 1586 erhielt er eine Instruktion für eine Gesandtschaft an den Kurfürsten Ernst von Köln, der als Schutzmacht des Katholizismus galt.